# Laódice de Comagene
Laódice de Comagene fue la esposa del rey Mitrídates II de Comagene (38 - 20 a. C.) y madre de Mitrídates III de Comagene. Su nombre es conocido por una inscripción en un altar funerario de una familia local rica de Comagene, encontrada en la población turca de Sofraz. Este altar funerario es de alrededor de la mitad del siglo I y revela que Laódice era de ascendencia griega. El altar tiene los nombres de miembros de la familia de siete generaciones, e incluye a Laódice, a su marido Mitrídates y a su suegro.
Comagene es una región de la antigua Armenia, localizada actualmente en el sureste de la actual Turquía, en la frontera con Siria
- Datos: Q5805745